# Museu Campos Gerais

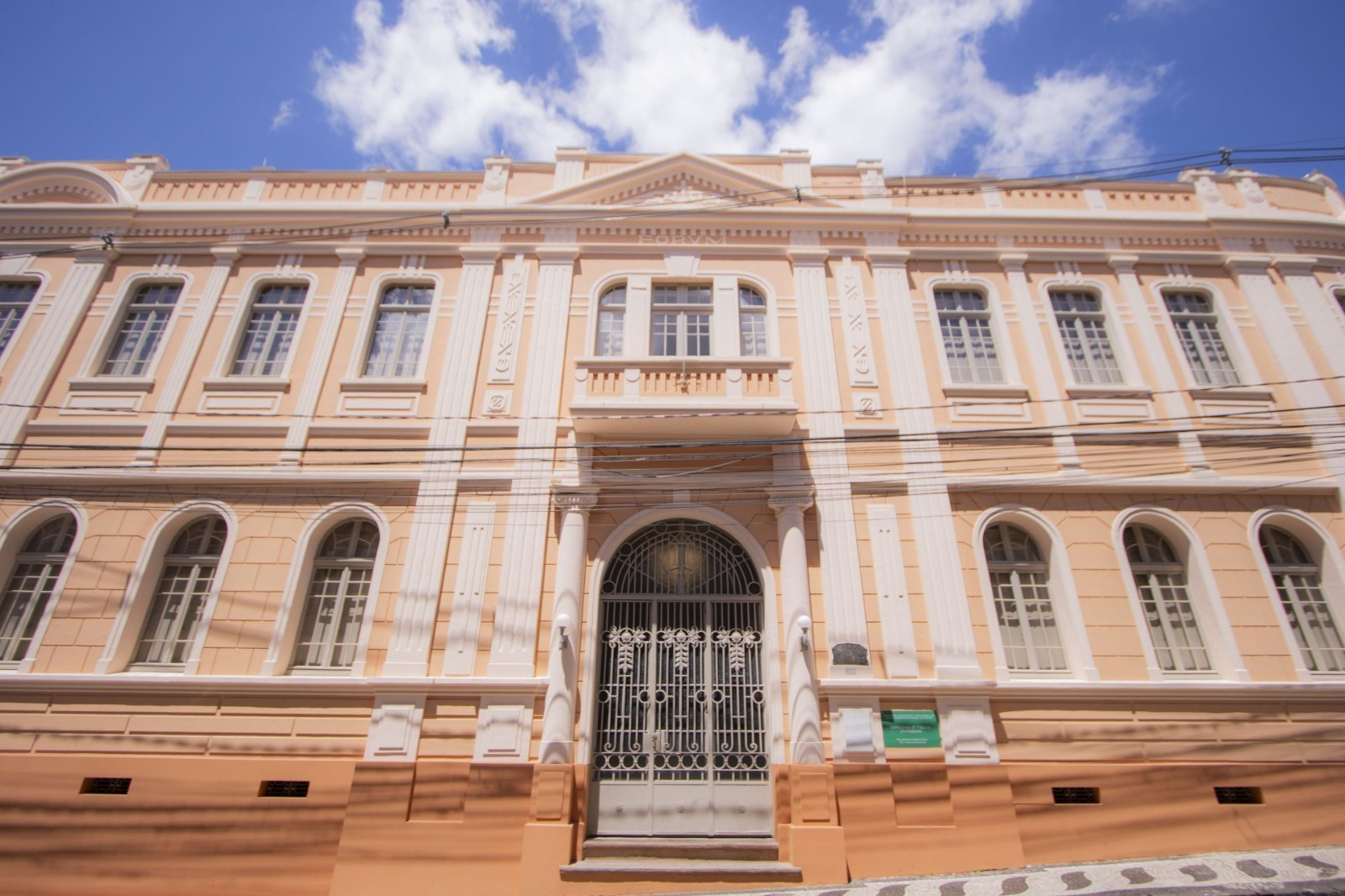
Fachada do prédio do Museu Campos Gerais - Sede Histórica

O Museu Campos Gerais (MCG) é um museu brasileiro localizado na cidade de Ponta Grossa, no estado do Paraná, sendo administrado pela Universidade Estadual de Ponta Grossa (UEPG). O museu tem como missão colaborar com a preservação do patrimônio cultural da região dos Campos Gerais, com objetivos que contribui com ações culturais, educativas e turísticas.

## História e administração

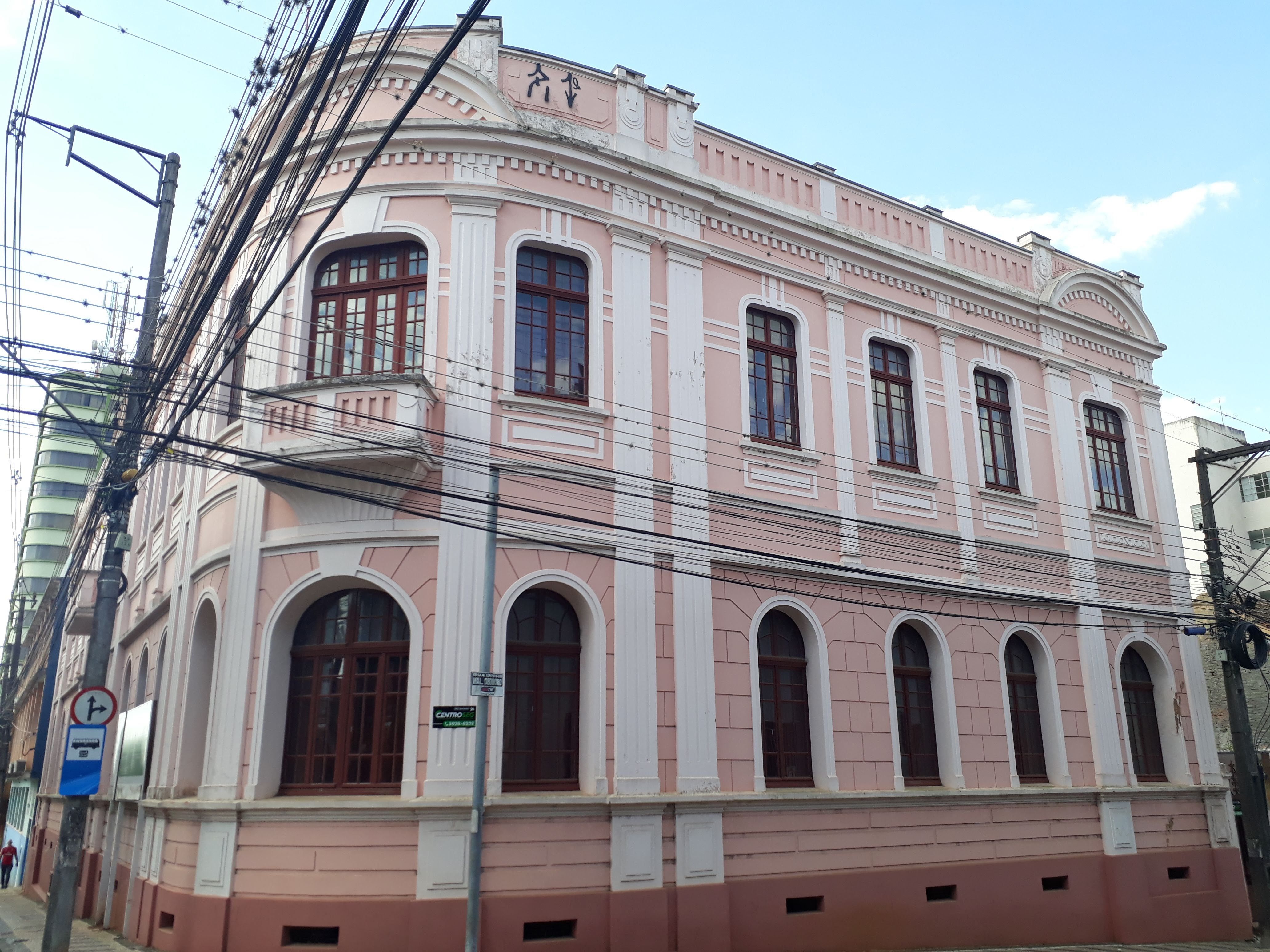
Fachada do prédio histórico do Museu Campos Gerais.

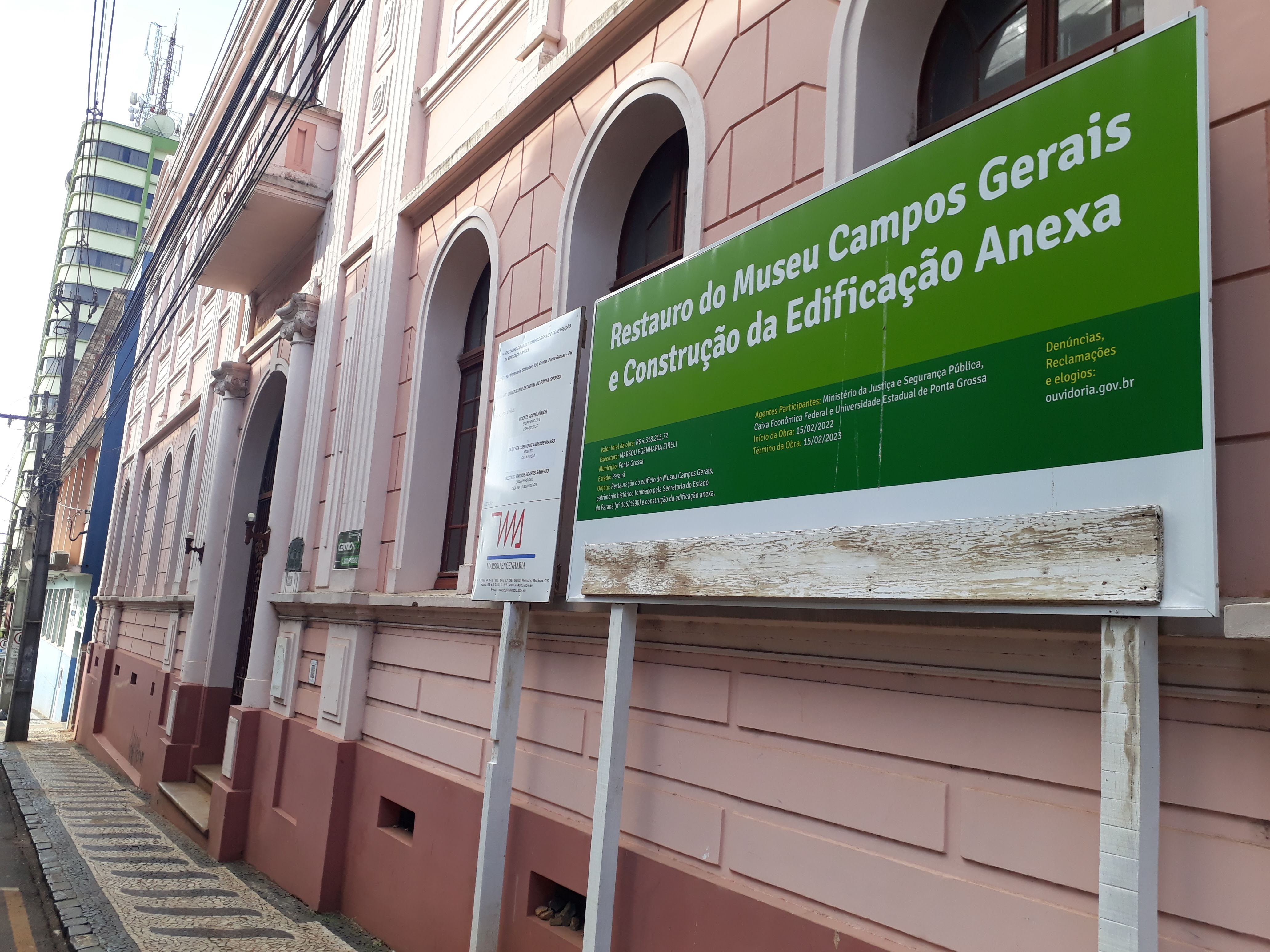
Restauro da fachada do prédio histórico do museu.

As primeiras iniciativas para a criação do Museu Campos Gerais surgiram a partir de 1948 em Ponta Grossa, quando um grupo de intelectuais que integravam o Centro Cultural Euclides da Cunha - CCEC (1947-1985) passaram a discutir a necessidade de preservar a cultura e a identidade regional. Entre esses membros, estava o professor Faris Michaele, um dos idealizadores do museu. Ele, juntamente com outros acadêmicos, buscava discutir a identidade local e regional, bem como debater conceitos como o indianismo, nacionalismo, liberalismo e o euclideanismo. Pode-se dizer que essa iniciativa recebeu influência do movimento paranista iniciado em Curitiba na década de 1920.
Em 8 de novembro de 1949 foi criada a Faculdade Estadual de Filosofia, Ciências e Letras de Ponta Grossa, que pouco tempo depois passou a oferecer para a comunidade o curso de graduação em História. Em 1971 foi então criado o Departamento de História no Setor de Ciências Humanas, Letras e Artes, dessa instituição. A união de faculdades estaduais que estavam isoladas deu origem a Universidade Estadual de Ponta Grossa (UEPG), criada em 6 de novembro de 1969.
Informalmente o museu do CCEC iniciou em 1950, com acervos antropológicos e etnográficos, com coleções arqueológicas e artefatos dos povos indígenas da região. O museu do CCEC foi inaugurado em 15 de setembro de 1950 e ainda no mesmo ano, o acervo do museu foi repassado para a Faculdade Estadual de Filosofia, Ciências e Letras de Ponta Grossa. A partir de 1969, a então UEPG ficou responsável pela curadoria do museu. Em 1971 o Departamento de História ficou responsável pelo acervo. Na década de 1980 o museu passou a contar com um departamento vinculado a UEPG direcionado a preservação e pesquisa de documentos históricos da região.
O museu, público e gratuito, foi fundado oficialmente em 1983 em Ponta Grossa, sendo inaugurado em 28 de março do mesmo ano com a denominação Museu Campos Gerais. Segundo o jornal Diário dos Campos, o evento de inauguração contou com "expressivas presenças do mundo cultural, social e político da cidade". O espaço é atualmente administrado pela Pró-Reitoria de Extensão e Assuntos Culturais (Proex) da UEPG.
O museu localizado no centro da cidade, ocupou o prédio do primeiro fórum da comarca. A construção do espaço foi finalizada em 1928 para ser sede do primeiro fórum da cidade. Em 2003, toda a estrutura do órgão foi transferida para o imóvel ao lado, em parceria com o Banco Itaú, que cedeu o uso do prédio do antigo Banco do Estado do Paraná, devido as condições deterioradas de conservação do antigo edifício.
Em 2017, o museu retornou ao seu primeiro endereço, o antigo fórum da cidade, situado à Rua Engenheiro Schamber, 654, no centro de Ponta Grossa. A partir de 2018, em parceria com a Casa da Memória Paraná, o museu iniciou a digitalização de parte dos documentos do acervo.

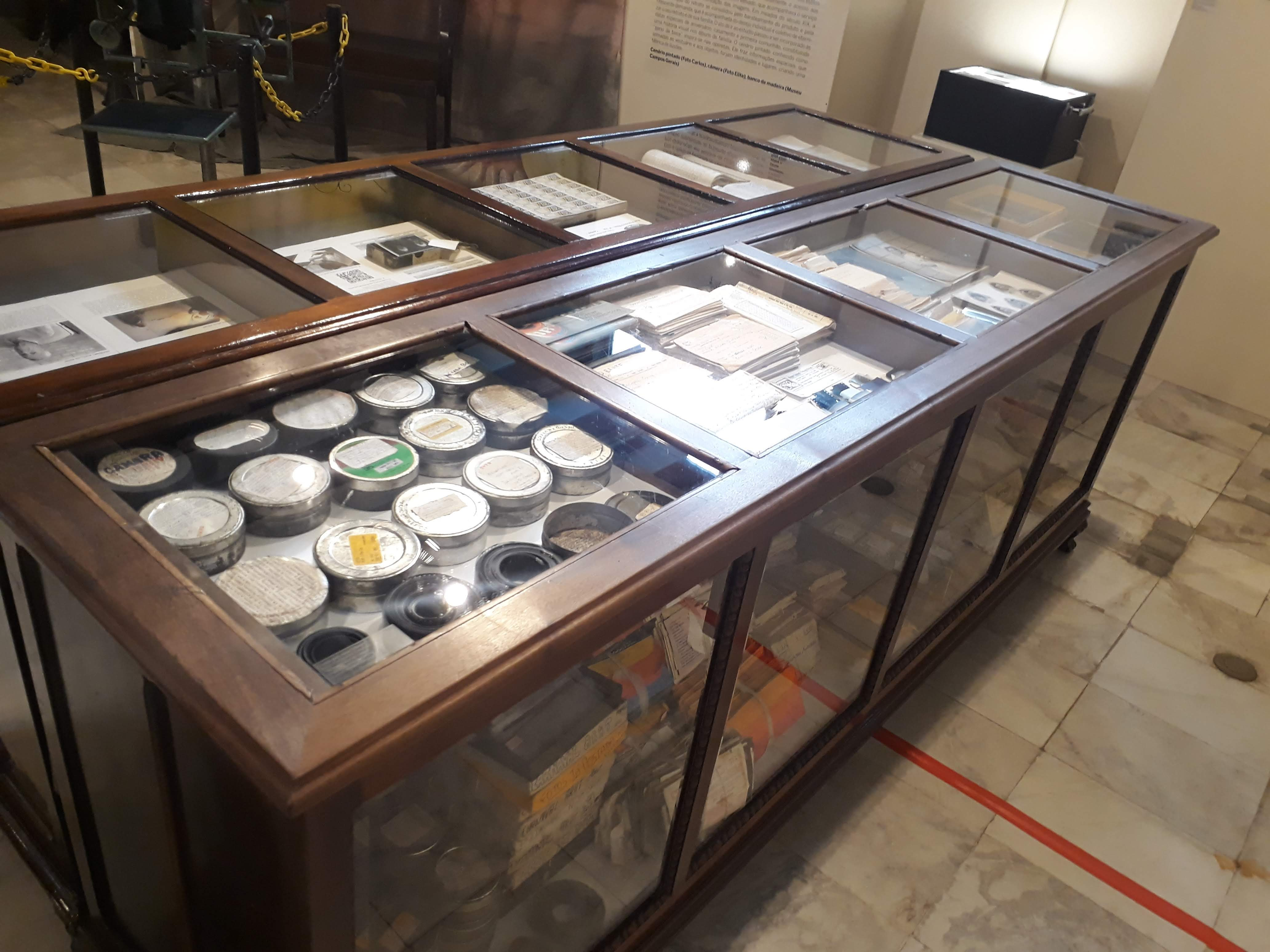
Parte do acervo do museu.

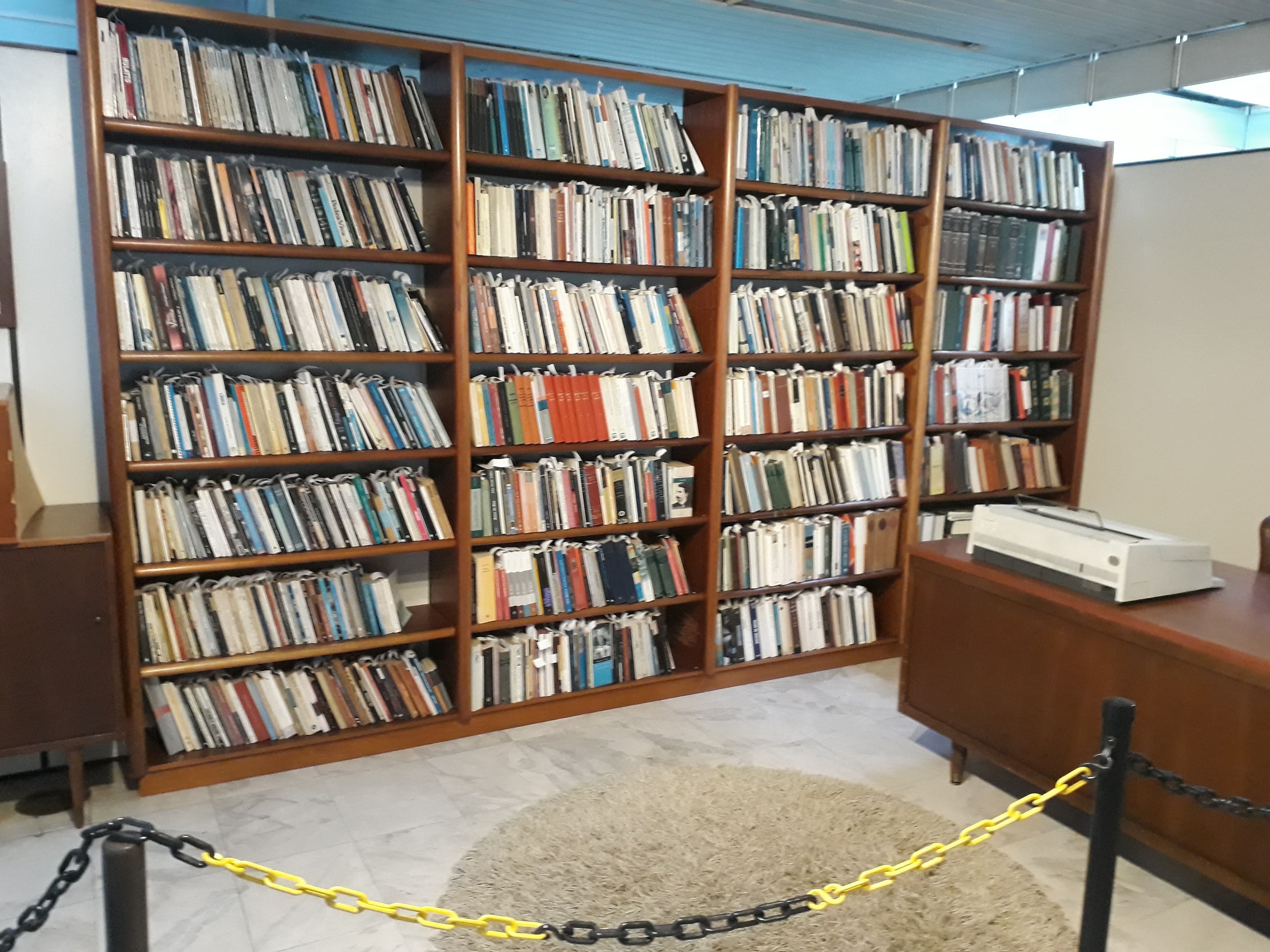
Vista parcial da biblioteca do acervo do museu.

## Acervo
O acervo do Museu Campos Gerais abriga mais de dez mil peças. Contém antigos objetos do cotidiano regional contando a história de Ponta Grossa e região. As coleções são ecléticas e são divididas em sessões, como paleontologia, indígena, ambiente regional, pesquisas, entre outras. O museu realiza exposições permanentes e temporárias. As exposições variam desde fotografias até itens dos povos indígenas, do tropeirismo e dos imigrantes dos Campos Gerais.
O museu conta com animais empalhados e material ligado a Segunda Guerra Mundial. Anexado ao museu, há também uma biblioteca contendo documentos, fotos, revistas, jornais e livros. Parte dos documentos pode ser consultada pela população e pesquisadores mediante agendamento.